# Pink Friday
Pink Friday é o  álbum de estreia  da rapper trinitina Nicki Minaj, lançado no dia 19 de novembro de 2010 pela Universal Music e no dia 22 de novembro pela Young Money, Cash Money e Universal Motown. Depois de assinar contrato com a Young Money Entertainment em 2009, Minaj começou a planejar o album no mesmo ano e trabalhou continuadamente até 2010. Minaj recrutou uma variedade de produtores cujo esforços resultaram em um álbum inicialmente hip hop e pop, e que conta com influências do R&B. O álbum apresenta parcerias, como: Eminem, Rihanna, Drake, Will.i.am, Kanye West e Natasha Bedingfield.
O álbum foi lançado em oito versões diferentes ao redor do mundo, porém, as principais edições são a padrão (que contém 13 faixas) e a deluxe (que contém 16 faixas). Ele foi precedido por dois singles oficiais: "Your Love", que atingiu a 14ª posição da Billboard Hot 100 e a 1ª posição da Hot Rap Songs (liderando a mesma por 8 semanas consecutivas, fato que não acontecia com uma artista feminina desde 2003) e "Right Thru Me", que atingiu a 26ª posição da Hot 100 e a 3ª da Hot Rap Songs. O single promocional "Check It Out" foi lançado nesse mesmo período e atingiu a 24ª posição da Hot 100 e 14ª da Hot Rap Songs. Em seguida, outros cinco singles oficiais e outro promocional foram lançados, sendo o de maior destaque entre eles "Super Bass", que atingiu a 3ª posição da Hot 100 e recebeu certificado de platina quádrupla por 4 milhões de cópias vendidas nos Estados Unidos. Apesar do sucesso mainstream, Pink Friday não foi lançado no Brasil. Minaj também promoveu o álbum com uma tour promocional de 5 datas durante Outubro de 2010.
Os gêneros de produção incorporados em Pink Friday variam entre o Hip-hop, o R&B e o Pop. As contribuições para a produção do álbum vieram de uma ampla gama de produtores, incluindo J. R. Rotem, Bangladesh, Swizz Beatz, T-Minus e will.i.am. Após um lançamento extremamente antecipado devido o grande sucesso obtido pelas participações de Minaj nos singles de outros artistas, o álbum estreou na segunda posição da Billboard 200 pelas vendas de 375.000 unidades na semana de estreia, mais tarde atingindo a primeira posição da tabela. Pink Friday acabou recebendo certificado de platina da Recording Industry Association of America (RIAA) pelas mais de 1 milhão de cópias vendidas nos Estados Unidos e, até setembro de 2011, havia vendido 1.588.000 cópias no país. O álbum também obteve sucesso internacional, chegando a atingir o top vinte de quatro países e vendendo mais de 300.000 cópias no Reino Unido na primeira semana, recebendo assim certificado de ouro da British Phonographic Industry (BPI).

## Produção

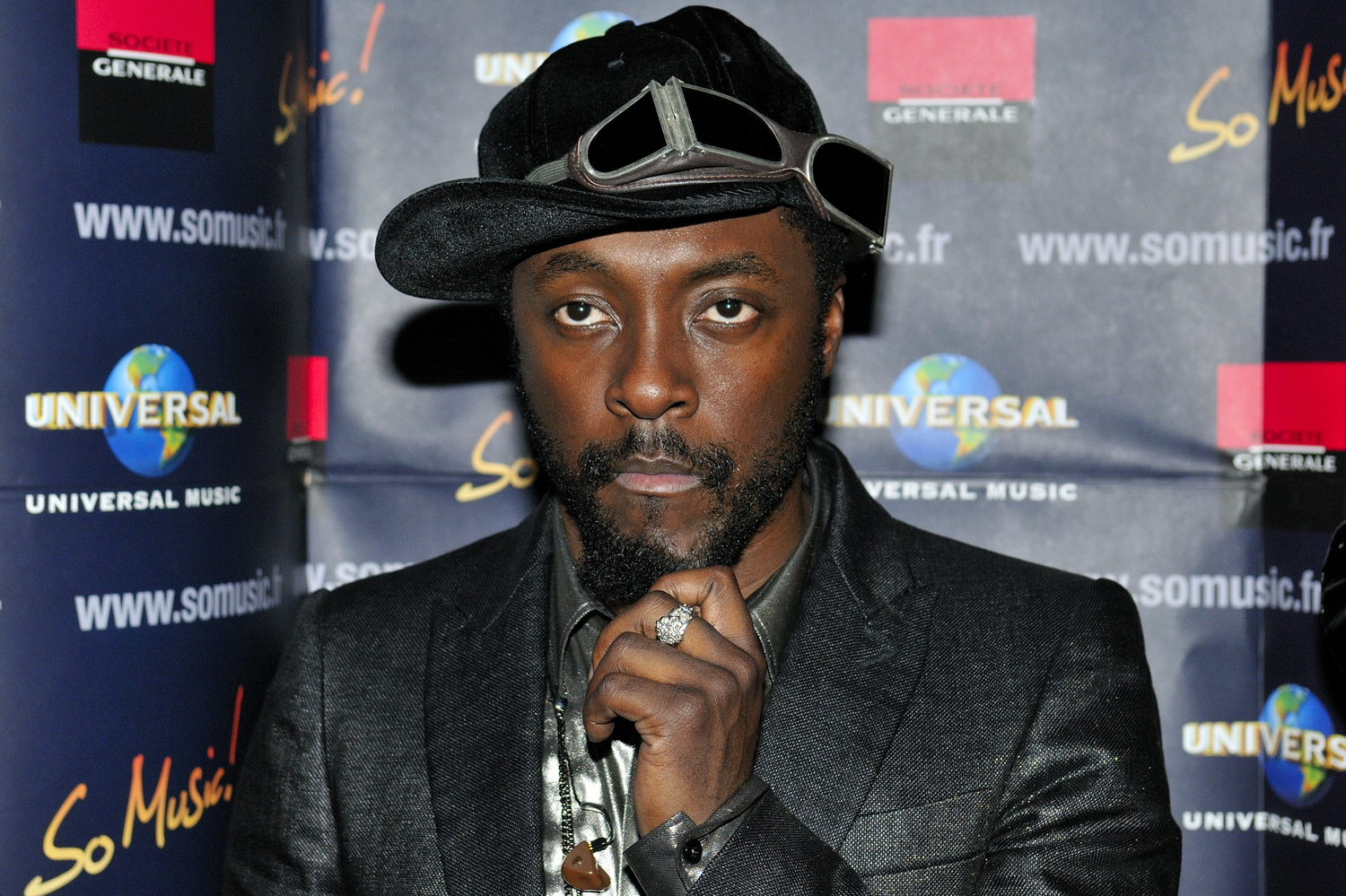
Will.I.Am um dos colaboradores do álbum.

O álbum foi gravado em várias localidades incluindo o 54 Sound Studios em Detroit, Chalice Recording Studios em Los Angeles e no Glenwood Place Studios em Burbank na California. Swizz Beatz confirmou uma parceria com Nicki Minaj no álbum, assim como Kanye West, Rihanna e will.i.am. Com o passar do tempo, as parcerias com Eminem, Drake e Natasha Bedingfield tambem foram confirmadas. As canções foram todas escritas por Minaj e tiveram a colaboração de Kaseem Dean, Seandrae Crawford, Stephen Hacker, Geoffrey Downes, Natasha Bedingfield, James Brown dentre outros compositores.
| “ | Eu tomei uma decisão consciente: tentar suavizar a sensualidade. Eu quero que as pessoas, sobretudo os jovens, saibam que na vida, nada se baseia na atração sexual. Você tem que ter algo a mais para oferecer. | ” |

## Singles

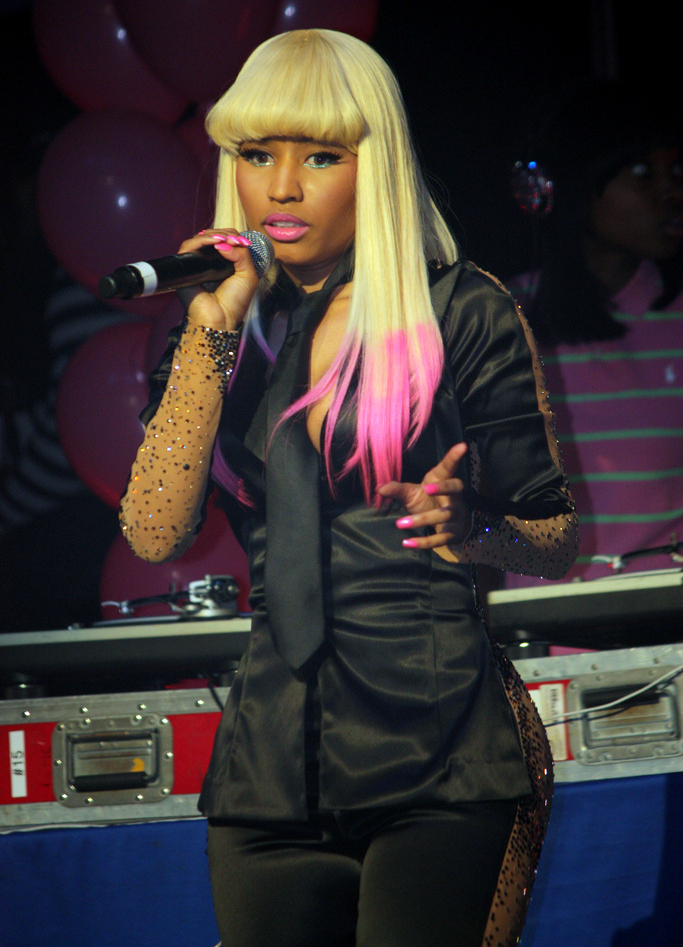
Nicki Minaj Thanks Concert Hammerstein Ballroom-NYC-11.26.10 Shot in manual-Canon Rebel XSi using a 55-250mm canon lens. No photoshop.

### Your Love
Foi o primeiro single do álbum. Sua estréia foi realizada no dia 1 de Junho de 2010. Com tudo, a canção foi lançada em um período em que também foram lançados singles como OMG de Usher, Alejandro de Lady Gaga e Love the Way You Lie de Eminem com Rihanna, mesmo assim, isso não impediu a canção de chegar a décima quarta posição da parada norte-americana Billboard Hot 100. Liderou a Hot Rap Songs por oito semanas consecutivas e recebeu uma certificação de platina pela RIAA.

### Right Thru Me
Este foi o segundo single e teve seu lançamento efetuado no dia 24 de Setembro de 2010. Chegou a terceira posição da Hot Rap Songs e alcançou a posição máxima de número 26 na Billboard Hot 100. Embora tenha chegado a quarta posição da Hot R&B/Hip-Hop Songs, só conseguiu a posição de número 60 no Canadá. Teve a produção de Drew Money e foi certificada como ouro pela RIAA.

### Moment 4 Life
É o terceiro single do álbum e teve colaboração do canadense Drake. Foi lançado em 7 de Dezembro de 2010 e pode ser considerado o carro-chefe do álbum pois alcançou, novamente, a primeira posição da Hot Rap Songs por nove semanas consecutivas, desbancando rappers consagrados como Pitbull e até o próprio Lil Wayne, coincidiu com o lançamento da canção Roll Up do estreante Wiz Khalifa. Também chegou ao primeiro lugar da Hot R&B/Hip-Hop Songs por cinco semanas seguidas e debutou no número 13 da Billboard Hot 100. Recebeu uma certificação de ouro pela RIAA e teve produção de T-Minus.

### Did It On'em
Foi lançado como quinto single do álbum em 7 de Março de 2011. A canção não repetiu o grande sucesso de seus primeiros singles e chegou ao número 49 na Billboard Hot 100. Suas melhores posições foram alcançadas na Hot Rap Songs (onde chegou a quarta posição) e na Hot R&B/Hip-Hop Songs (onde chegou a terceira posição). Mesmo com os fracos desempenhos permaneceu na Hot 100 por mais de 15 semanas e na Hot R&B/Hip-Hop Songs por mais de 20 semanas.

### Super Bass
O sexto single foi Super Bass que teve seu lançamento efetuado no dia 5 de Abril de 2011. Chegou ao número 11 da Hot Rap Songs, 3 da Billboard Hot 100, 17 da Pop Songs, ao número 6 da Billboard Digital Songs e ao 33 na Irlanda. A canção teve recepção positiva, sendo comparada a grandes hits de outros artistas (Beyoncé é   um exemplo). Taylor Swift também fez um cover durante uma entrevista em Nashville, assim como Selena Gomez também fez um cover da música para um vídeo no YouTube. Ao lado de Your Love e Moment 4 Life é um dos singles mais famosos da cantora.

### Girls Fall Like Dominoes
Foi lançado como o sétimo single do álbum a 17 de Abril de 2011 apenas na Austrália, Nova Zelândia e em alguns países europeus. Estreou na décima terceira posição na Nova Zelândia, no número 99 na ARIA Charts da Austrália e 24 no Reino Unido. Também chegou a Irish Singles Chart (tabela de singles irlandesa) na posição de número 50. A canção foi produzida por J. R. Rotem e tem uma colaboração não creditada da banda britânica "The Big Pink". Originalmente foi lançada como single promocional mas devido às altas vendas foi lançada como single.

### Fly
O dueto com a cantora de R&B Rihanna foi lançado como single no final do ano de 2010. Em 30 de Agosto de 2011 foi lançado como o oitavo single do álbum. A canção, que também foi produzida por J.R. Rotem, foi bem recebida pelos críticos contemporâneos e chegou às principais paradas musicais nos EUA, no Canadá e Reino Unido, além de ter alcançado boas colocações na Nova Zelândia e na Austrália.

## Promoção

### Singles promocionais
Os singles promocionais objetivam promover uma gravação comercial. Para seu primeiro álbum, Minaj lançou três singles promocionais, são eles:
- Check It Out em parceria com will.i.am. Este single promocional foi lançado em 3 de Setembro de 2010 como Download digital nos EUA. A canção teve maior repercussão na Europa, onde chegou na quarta posição na Ultratop Flanders da Bélgica e vice-liderou a Ultratop Wallonia. Chegou na posição de numero 21 na ARIA Chart, 11 no Reino Unido, 5 no Japão e 14 no Canadá. Alcançou a vigésima quarta posição na Billboard Hot 100 e a décima quarta na Hot Rap Songs.

- Roman's Revenge estreou em 22 de Novembro de 2010 nos EUA. A canção, que tem colaboração de Eminem, chegou ao número 56 da Billboard Hot 100 e 23 na Hot Rap Songs. Polêmicas entorno de Nicki Minaj e Lil Kim surgiram a partir dessa gravação, Minaj assumiu que a canção, ao lado de "I'm the best", é uma resposta para Lil Kim. Uma versão remix foi lançada com Lil Wayne no lugar de Eminem.

### Tour
Nicki anunciou via Twitter que promoveria uma espécie de mini-turnê para anunciar o disco Pink Friday. Cinco datas foram anunciadas e a abertura da tour foi no dia 22 de Outubro de 2010 na Philadelphia e a mini-turnê se encerou no dia 30 de Outubro do mesmo ano no Port of Spain capital de Trinidad e Tobago. Nicki também fez os shows de abertura da Femme Fatale Tour de Britney Spears a partir de 16 de Junho de 2011.

## Prêmios e Nomeações
| Ano  | Prémio                 | Categoria                  | Resultado |
| ---- | ---------------------- | -------------------------- | --------- |
| 2011 | American Music Awards  | Álbum Rap/Hip-Hop Favorito | Venceu    |
| 2011 | BET Hip Hop Awards     | Álbum do ano               | Indicado  |
| 2011 | Billboard Music Awards | Top Rap Album              | Indicado  |
| 2011 | Z Awards               | Álbum do ano               | Indicado  |
| 2012 | Grammy Awards          | Melhor Álbum Rap           | Indicado  |

## Alinhamento de faixas
A lista de faixas oficial (de acordo com a MTV) foi revelada através do iTunes no dia 30 de outubro de 2010.
| Edição Padrão  |                                         |                                                                   |                             |         |  |
| N.º            | Título                                  | Compositor(es)                                                    | Produtor(es)                | Duração |  |
| 1.             | "I'm the Best"                          | Onika Maraj, Daniel Johnson                                       | Kane Beatz                  | 3:37    |  |
| 2.             | "Roman's Revenge" (com Eminem)          | Maraj, Kaseem Dean, Marshall Mathers, T. Smith                    | Swizz Beatz                 | 4:38    |  |
| 3.             | "Did It On'em"                          | Maraj, Seandrae Crawford, J. Ellington, S. Samuels                | Bangladesh                  | 3:32    |  |
| 4.             | "Right Thru Me"                         | Maraj, Stephen Hacker, Andrew Theilk                              | Drew Money                  | 3:56    |  |
| 5.             | "Fly" (com Rihanna)                     | Maraj, Kevin Hissink, W. Jordan, Jonathan Rotem, C. Rishad        | J. R. Rotem, Kevin Hissink* | 3:33    |  |
| 6.             | "Save Me"                               | Maraj, Warren Felder, Pop Wansel                                  | Oak, Pop Wansel             | 3:05    |  |
| 7.             | "Moment 4 Life" (com Drake)             | Maraj, Aubrey Graham, Nikhil Seetharam, Tyler Williams            | T-Minus                     | 4:39    |  |
| 8.             | "Check It Out" (com will.i.am)          | Maraj, William Adams, Geoffrey Downes, Trevor Horn, Bruce Woolley | will.i.am                   | 4:11    |  |
| 9.             | "Blazin'" (com Kanye West)              | Maraj, Kanye West, Theilk, K. Forsey, S. Schiff                   | Drew Money                  | 5:02    |  |
| 10.            | "Here I Am"                             | Maraj, K. Dean, J. Williams, Robbie Bronnimann                    | Swizz Beatz, John B*        | 2:55    |  |
| 11.            | "Dear Old Nicki"                        | Maraj, Johnson                                                    | Kane Beatz                  | 3:53    |  |
| 12.            | "Your Love"                             | Maraj, David Freeman, Joseph Hughes, Wansel, Felder               | Oak, Pop Wansel             | 4:05    |  |
| 13.            | "Last Chance" (com Natasha Bedingfield) | Maraj, Natasha Bedingfield, Theilk                                | Drew Money                  | 3:51    |  |
| Duração total: | Duração total:                          | Duração total:                                                    | Duração total:              | 50:56   |  |

| Edição Deluxe  |                |                                                                          |                   |         |  |
| N.º            | Título         | Compositor(es)                                                           | Produtor(es)      | Duração |  |
| 14.            | "Super Bass"   | Maraj, Johnson, Ester Dean                                               | Kane Beatz        | 3:20    |  |
| 15.            | "Blow Ya Mind" | Hollemon, Mitchell, Maraj, S. Samuels, W. Thomas, D. Schofield, L. Nacht | BlackOut Movement | 3:41    |  |
| 16.            | "Muny"         | Maraj, A. Wansel, W. Felder, M. Reddick, J. Geddis                       | Oak, Pop Wansel   | 3:47    |  |
| Duração total: | Duração total: | Duração total:                                                           | Duração total:    | 61:44   |  |

| Edição Deluxe do iTunes |                            |                                           |                |         |  |
| N.º                     | Título                     | Compositor(es)                            | Produtor(es)   | Duração |  |
| 17.                     | "Girls Fall Like Dominoes" | Maraj, Rotem, Millo Cordell, Robbie Furze | J. R. Rotem    | 3:44    |  |
| Duração total:          | Duração total:             | Duração total:                            | Duração total: | 65:28   |  |

| Super Bass Edition (Reino Unido) |                            |         |  |
| N.º                              | Título                     | Duração |  |
| 14.                              | "Girls Fall Like Dominoes" | 3:44    |  |
| 15.                              | "Super Bass"               | 3:20    |  |
| Duração total:                   | Duração total:             | 58:00   |  |

| Edição de Re-lançamento (Reino Unido) |                                   |                                           |                |         |  |
| N.º                                   | Título                            | Compositor(es)                            | Produtor(es)   | Duração |  |
| 14.                                   | "Girls Fall Like Dominoes"        |                                           |                | 3:44    |  |
| 15.                                   | "Roman's Revenge" (com Lil Wayne) | Maraj, Dwayne Carter, Jr., K. Dean, Smith | Swizz Beatz    | 3:50    |  |
| Duração total:                        | Duração total:                    | Duração total:                            | Duração total: | 58:30   |  |

| Edição do "Best Buy" |                |                |                |         |  |
| N.º                  | Título         | Compositor(es) | Produtor(es)   | Duração |  |
| 17.                  | "Wave Ya Hand" | Maraj, K. Dean | Swizz Beatz    | 3:00    |  |
| 18.                  | "Catch Me"     | Maraj, K. Dean | Swizz Beatz    | 3:56    |  |
| Duração total:       | Duração total: | Duração total: | Duração total: | 68:40   |  |

| Edição Deluxe exclusiva da Nova Zelândia |                            |         |  |
| N.º                                      | Título                     | Duração |  |
| 17.                                      | "Wave Ya Hand"             | 3:00    |  |
| 18.                                      | "Catch Me"                 | 3:56    |  |
| 19.                                      | "Girls Fall Like Dominoes" | 3:44    |  |
| Duração total:                           | Duração total:             | 72:24   |  |

| Edição Japonesa |                                 |                                                                                              |                |         |  |
| N.º             | Título                          | Compositor(es)                                                                               | Produtor(es)   | Duração |  |
| 17.             | "Wave Ya Hand"                  |                                                                                              |                | 3:00    |  |
| 18.             | "Catch Me"                      |                                                                                              |                | 3:56    |  |
| 19.             | "Girls Fall Like Dominoes"      |                                                                                              |                | 3:44    |  |
| 20.             | "BedRock" (Young Money e Lloyd) | Maraj, Carter, Carl Lilly, Graham, Michael Stevenson, Jarvis Mills, Lucas Bogg, Sean Garrett | Kane Beatz     | 4:48    |  |
| Duração total:  | Duração total:                  | Duração total:                                                                               | Duração total: | 77:12   |  |

Notas
- O * indica o(s) co-produtor(es).

### Samples e interpolações
Adaptado do encarte do álbum.
- "Right Thru Me": Contém samples de "Always With Me, Always With You", de Joe Satriani.
- "Check It Out":
  - Incorpora trechos e samples de "Video Killed the Radio Star", dos The Buggles.
  - Contém elementos e samples de "Think (About It)", escrita por James Brown, performada por Lyn Collins.
- "Blazin": Contém samples de "Don't You (Forget About Me)", performada por Simple Minds.
- "Here I Am": Contém samples de "Red Sky", de John B e Shaz Sparks.
- "Your Love": Contém samples de "No More I Love You's", de Annie Lennox.
- "Girls Fall Like Dominoes":
  - Contém samples de "Dominos", escrita pelo The Big Pink.
  - Contém interpolações de "Trailar Load a Girls", escrita por Cleveland Browne, Greville Gordon e Whycliffe Johnson.

## Lançamento e Recepção
"Pink Friday" estreou na segunda posição da Billboard 200, com 375.000 cópias vendidas na primeira semana, sendo o segundo maior número em vendas na primeira semana para uma cantora de hip-hop desde The Miseducation of Lauryn Hill, de Lauryn Hill, em 1998.
Mais tarde, chegou ao primeiro lugar da Billboard 200, da Billboard R&B/Hip-Hop Albums e da parada de vendas de álbuns de Rap. Recebeu pela RIAA certificação de platina por mais de 1 milhão cópias vendidas nos Estados Unidos e ouro pela British Phonographic Industry por mais de 100 mil cópias vendidas no Reino Unido. No que tange seus singles oficiais, conseguiu colocar todos nas cinquenta primeiras posições da parada "Billboard Hot 100" e todos entre os cinco mais vendidos da Hot R&B/Hip-Hop Songs e da Hot Rap Songs.

### Desempenho Gráfico
| Tabelas musicais                              | Melhor posição |
| --------------------------------------------- | -------------- |
| Canadá - Canadian Albums Chart                | 8              |
| Estados Unidos - Billboard 200                | 1              |
| Estados Unidos - Billboard R&B/Hip-Hop Albums | 1              |
| Estados Unidos - Top Rap Albums               | 1              |
| Reino Unido - UK Albums Chart                 | 16             |
| Austrália - Australian Albums Chart           | 19             |

| País           | Certificação |
| -------------- | ------------ |
| Austrália      | Ouro         |
| Estados Unidos | Platina      |
| Reino Unido    | Platina      |

## Ver Também
- Álbuns número um na R&B/Hip-Hop em 2011